# Mourão
Mourão es un municipio portugués, en el Distrito de Évora, región del Alentejo y comunidad intermunicipal de Alentejo Central, con cerca de 2100 habitantes.

## Geografía
Es la sede de un municipio con 278,54 km² de área y 2351 habitantes (2021), subdividido en 3 freguesias. Los municipio están limitados al norte por el municipio de Alandroal, al este por España, al sureste por Barrancos, al sur por Moura y al oeste por Reguengos de Monsaraz.

## Demografía
| Gráfica de evolución demográfica de Mourão entre 1849 y 2021 |
|                                                              |
| Datos según el nomenclátor publicado por el INE portugués.   |

## Freguesias
Las freguesias de Mourão son las siguientes:
- Granja
- Luz
- Mourão